# Apoyo militar internacional al Estado ucraniano durante la invasión rusa

Países que entregan ayuda militar a Ucrania
Entregaron armas pesadas a Ucrania
Entregaron armas ligeras o municiones a Ucrania
Entregaron ayuda militar material no letal a Ucrania
Entregaron ayuda militar no material a Ucrania
Ucrania

La ayuda militar internacional al Estado ucraniano por parte de casi la totalidad de Occidente por la invasión rusa de Ucrania iniciada en 2022 como parte de una escalada de la guerra ruso-ucraniana que se desarrolla desde 2014. Entre los principales aliados y donantes de armamento militar se encuentra a; los Estados Unidos, la Unión Europea, el Reino Unido, Canadá y el resto de Occidente.

## Unión Europea
La respuesta de la Unión Europea a la invasión rusa de Ucrania hace referencia a las diferentes medidas adoptadas e impuestas por la Comisión Europea, el Consejo y el Consejo Europeo (Estados miembros) para sancionar económicamente a Rusia, contrarrestar los efectos de la agresión rusa iniciada en febrero de 2022 y apoyar económica y militarmente a Ucrania. Desde el inicio de la intervención militar, la UE y varios de sus aliados como Estados Unidos, decidieron aumentar las sanciones contra el gobierno ruso iniciadas en 2014 a fin de «paralizar» la capacidad rusa para «financiar su maquinaria de guerra» y dificultar su manejo de activos para obtener liquidez. Adicionalmente, varios gobiernos nacionales de los Estados miembros decidieron enviar armamento y ayuda económica al gobierno ucraniano mediante fondos nacionales y el Fondo Europeo de Apoyo a la Paz, así como facilitar la entrada de refugiados ucranianos a la Unión.
Desde el inicio de la invasión más de 7 millones de refugiados han huido hacia el territorio de la Unión Europea. En consecuencia, ya desde marzo de 2022, este flujo de personas —solo los nacionales ucranianos— se beneficia de la acogida dentro de la UE durante un máximo de tres años sin necesidad de solicitar asilo en el marco de la Directiva de Protección Temporal.
Por otra parte, con base en el Fondo Europeo de Apoyo a la Paz, el 28 de febrero de 2022 la Comisión dispuso la creación de una célula encargada de coordinar la compra de armamento para sostener al gobierno ucraniano. La Comisión también decidió movilizar el Centro de Satélites de la Unión Europea (EU SatCen) para prestar servicios de inteligencia a Ucrania. Para mayo de 2023, los Estados de la Unión habían comprometido ayuda militar, financiera y humanitaria a Ucrania por valor de 68.400 millones de euros, una cantidad muy similar a la de Estados Unidos.
Entre tanto el canciller alemán, Olaf Scholz, anunció un rearme del ejército de su país de proporciones nunca vistas desde el fin de la Segunda Guerra Mundial en Europa. Además, Alemania negó la certificación de gasoducto ruso-alemán Nord Stream 2 —que finalmente perjudicaría a Ucrania—, cuya construcción finalizó en 2021, pero que aún no había entrado en funcionamiento. El gasoducto fue volado en septiembre de 2022.

## Estados Unidos

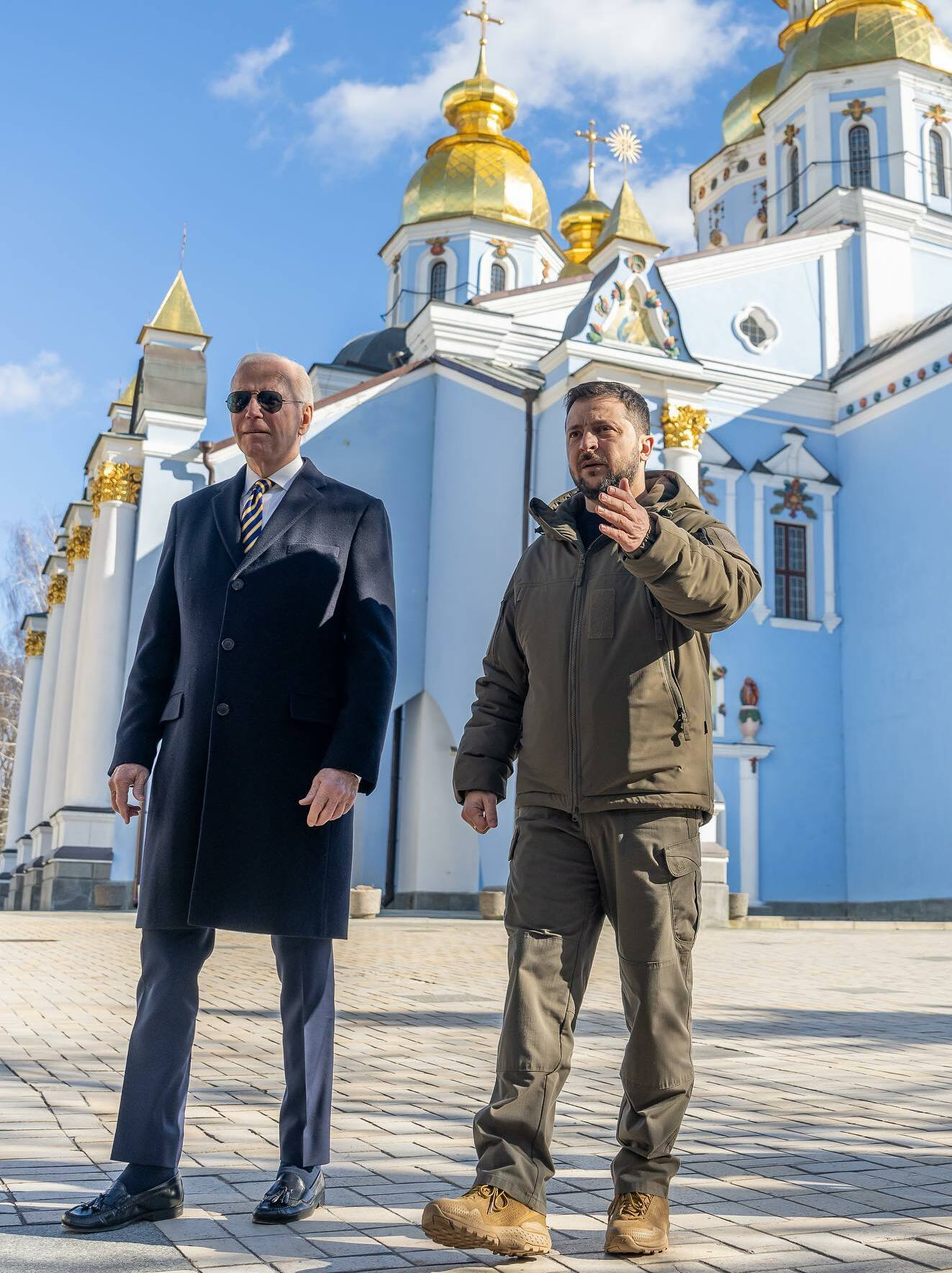
Joe Biden visitando Kiev en febrero de 2023 tras la invasión rusa de Ucrania.

Estados Unidos tiene desplegados militares en Ucrania desde abril de 2014 para la capacitación de las fuerzas armadas ucranianas. La administración Obama puso límites estrictos al envío de material e inteligencia a Ucrania. A partir de 2018, sin embargo, Donald Trump autorizó la primera entrega de armas al ejército ucraniano, antitanques Javelin.
En diciembre de 2021, el Departamento de Defensa de los Estados Unidos proporcionó a Ucrania 60 millones de dólares de ayuda militar inmediata. En febrero de 2022, Antony Blinken autorizó otros 350 millones de dólares.
En enero de 2022, la CIA estadounidense informó al gobierno ucraniano en detalle de los planes rusos de invasión. El personal de la CIA permaneció en Ucrania cuando el resto de la embajada fue evacuada, el 12 de febrero de 2022, para seguir recopilando inteligencia y pasándosela al gobierno ucraniano. Según fuentes ucranianas y estadounidenses, la CIA ha construido doce bases secretas a lo largo de la frontera rusa que constituyen el «sistema nervioso» de las fuerzas armadas ucranianas: transmiten información sobre objetivos rusos a bombardear, monitorizan los movimientos rusos y dan apoyo a sus redes de espías.
En febrero de 2022, la administración Biden se fijó tres objetivos en la guerra: 1) que Ucrania sobreviviese como país independiente, democrático y con libertad para integrarse en Occidente; 2) preservar la unidad entre EE. UU. y sus aliados; 3) evitar un conflicto directo entre Rusia y la OTAN. Que Kiev recuperase los territorios ocupados por Rusia no formaba parte de los objetivos.
En marzo de 2022, el presidente Joe Biden consiguió del Congreso autorización para entregar 13 600 millones de dólares en ayuda a Ucrania y en abril solicitó 33 000 millones más, al estar casi agotada la primera entrega. Las armas entregadas o prometidas incluyeron baterías de artillería guiada, blindados, artillería antiaérea, munición, etc. Era la primera vez que Estados Unidos entregaba armas ofensivas a Ucrania. Para agosto de 2023, el total de armas, asistencia financiera y ayuda humanitaria entregada por EE. UU. a Ucrania ascendía a 111 000 millones de dólares.
A partir de abril de 2022, Estados Unidos estableció un centro de inteligencia en su base de Weisbaden (Alemania) desde la que la OTAN pasó a planificar y coordinar todos los lanzamientos de misiles y drones ucranianos así como sus ofensivas terrestres. Los estadounidenses se encargaban de identificar y seleccionar objetivos contra los que luego disparaban los ucranianos. Entre los ataques más sonados de 2022 destacan el hundimiento del Moskvá, el buque insignia de la Flota del Mar Negro de la Armada rusa, la destrucción de puentes de pontones rusos en Severodonetsk y los bombardeos del cuartel general del 58.º Ejército ruso de armas combinadas y del puerto de Sebastopol.
La siguiente escalada fue el envío por la administración Biden de cohetes guiados HIMARS a Ucrania. Todos los disparos se programaban desde Wiesbaden contra objetivos autorizados por Estados Unidos. Con el paso del tiempo, la administración Biden autorizó también la presencia de militares estadounidenses y agentes de la CIA en zonas de combate, así como bombardeos en el interior de Rusia.
En julio de 2023, el anuncio por la Casa Blanca de la entrega de bombas de racimo a Ucrania causó controversia porque la mayoría de la comunidad internacional prohíbe ese tipo de munición. Tras las derrotas ucranianas en su "contraofensiva de primera" y en la batalla de Bajmut, la administración Biden envió secretamente a Ucrania misiles de largo alcance ATACMS así como una treintena de militares estadounidenses a Kiev en misión de "consejeros".
Políticos estadounidenses han defendido la entrega de armas a Ucrania con el argumento de que crea empleo en Estados Unidos.
El día 17 de noviembre de 2024, según The New York Times y The Washington Post, Biden autorizó el uso de misiles estadounidense de largo alcance (ATACMS) en Ucrania. Sin embargo, esto no ha sido confirmado por la Casa Blanca o el Pentágono. 
Tras la derrota demócrata en las elecciones presidenciales de 2024, la administración Biden abandonó todas sus líneas rojas en su apoyo al gobierno de Kiev; entre otras, autorizó bombardeos de largo alcance con inteligencia y armas estadounidenses en territorio ruso, envió minas antipersona, permitió que los militares estadounidenses estacionados en Kiev se estableciesen en el frente de combate e impuso severas sanciones a la industria energética rusa, incluyendo a 200 buques petroleros y a la producción y exportación de GNL. También insistió hasta el final en que Ucrania llamase a filas a todos los varones jóvenes de 18 a 25 años, medida que el gobierno ucraniano rechazó sistemáticamente.
Para marzo de 2025, el gobierno estadounidense había enviado armas a Ucrania por valor de 66 500 millones de dólares. La lista incluía 10.000 antitanques Javelin, 3.000 antiaéreos portátiles Stinger, tres baterías antiaéreas Patriot, 76 tanques, 272 morteros, 40 HIMARS, 20 helicópteros Mi-17 y más de 500 millones de balas y granadas.

### Giro de Donald Trump

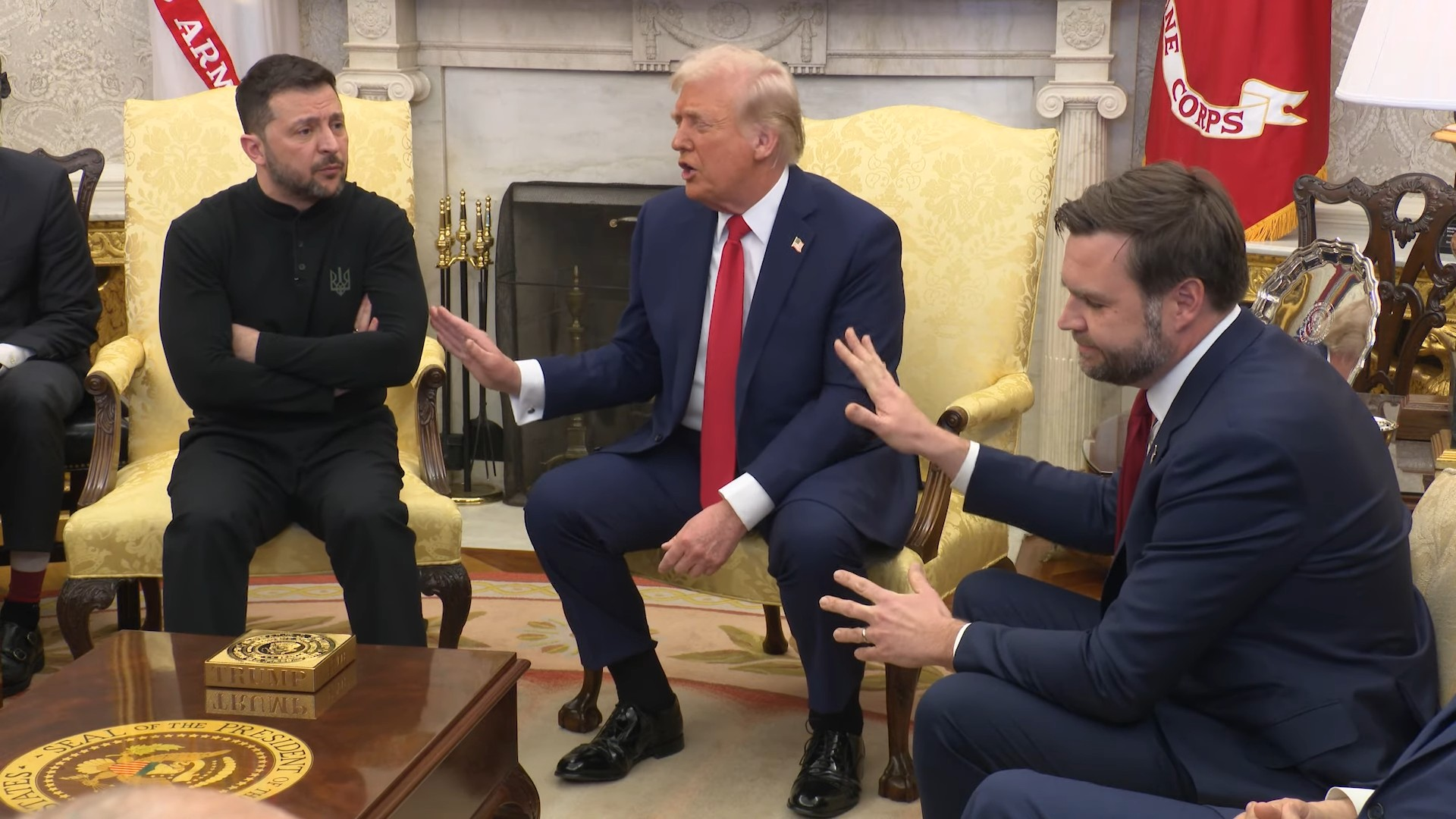
Discusión entre Trump y Zelenski en el Despacho Oval en febrero de 2025.

Tras el regreso de Donald Trump a la Casa Blanca hubo un punto de inflexión en las relaciones ucranianas-estadounidenses, pues desde su campaña electoral declaró que habría un cambio importante en la participación estadounidense en el conflicto; asimismo afirmó que quería redactar un tratado de paz entre Rusia y Ucrania, algo que generó polémica; también dijo que retiraría toda la ayuda militar estadounidense a Ucrania. La política de Trump se vio materializada el 28 de febrero de 2025, cuando Volodímir Zelenski asistió a una reunión con Trump en el Despacho Oval con la finalidad de firmar un tratado para que el gobierno ucraniano pagara con concesiones de sus depósitos de tierras raras la ayuda militar que le brindó Estados Unidos. Ahí ocurrió una confrontación, donde el presidente estadounidense acusó a Zelenski de mostrar nulo interés en resolver el conflicto y de no agradecer el apoyo estadounidense durante el conflicto. Como resultado, el presidente ucraniano se retiró de la Casa Blanca antes de firmar el tratado. Unos días antes del suceso, Trump había acusado a Zelenski de ser un «dictador» por no celebrar elecciones en Ucrania en más de 6 años, cosa que ocurre debido a que las leyes de Ucrania prohíben la realización de elecciones mientras esté la ley marcial vigente.
El Kremlin aseguró que la política de Trump estaba "alineada en gran medida" con la rusa en cuanto a Ucrania. Funcionarios rusos aplaudieron la postura de la administración de Trump, y el ministro de Asuntos Exteriores, Serguéi Lavrov, lo calificó como el «primer, y hasta ahora, único líder occidental» en reconocer lo que Moscú considera la verdadera causa de la guerra. Otras figuras del Kremlin, incluido el vicepresidente del Consejo de Seguridad de Rusia, aplaudieron a Trump por adoptar un tono más duro hacia Zelenski, llegando a calificar al líder ucraniano de «dictador».
El 4 de marzo, Trump pausó el apoyo militar a Ucrania y evaluó suspender otro tipo de ayudas.

## Reino Unido
Durante al menos los primeros meses de la guerra, en 2022, estuvieron presentes en Ucrania militares británicos. Concretamente, el teniente general Robert Magowan de los Royal Marines reconoció la participación de 350 marines del 45.º Comando, que a principios de 2022 fue enviado a Kiev para participar en la evacuación de la embajada británica y regresó a Kiev en abril para proteger la embajada cuando el gobierno británico decidió restablecer su presencia diplomática en Ucrania. Según Magowan, «Durante ambas fases, los comandos apoyaron otras operaciones discretas en un entorno enormemente delicado y con un alto nivel de riesgo político y militar», lo que constituyó la primera admisión por los militares británicos de haber participado en operaciones especiales en Ucrania. Una misión de los comandos británicos revelada por el New York Times fue el escoltar a dos tenientes generales ucranianos hasta la frontera polaca en abril de 2022.
En marzo de 2024, Margarita Simonyan, redactora jefe de la cadena de televisión rusa RT, filtró a las redes sociales una conversación de alto secreto entre varios altos oficiales de la Luftwaffe alemana. En el curso de dicha conversación los oficiales alemanes afirman que hay soldados británicos sobre el terreno que ayudan en la recepción y asesoran a los ucranianos en las decisiones de bombardeo.

## Legión Internacional de Defensa Territorial
Bajo el liderazgo del presidente Volodímir Zelenski, la unidad fue creada a raíz de la invasión rusa de Ucrania de 2022. Su formación fue anunciada por el ministro de Relaciones Exteriores de Ucrania, Dmytro Kuleba, el 27 de febrero de 2022, alrededor de 11:00 hora local. Aquellos que quieran unirse a la unidad pueden hacerlo poniéndose en contacto con el Agregado de Defensa de la Embajada de Ucrania en su país respectivo. El esfuerzo por levantar una Legión Internacional de Defensa Territorial de Ucrania se asemeja a los esfuerzos de Kiev durante y desde las hostilidades de 2014 en Donbás y la guerra ruso-ucraniana para reclutar batallones de voluntarios extranjeros. Para el 6 de marzo, según Kuleba, 20 000 ciudadanos extranjeros de 52 países se habían presentado voluntarios para luchar del lado ucraniano.
Los voluntarios extranjeros habían llegado a Ucrania mucho antes, desde 2014, para unirse a la lucha contra los separatistas prorrusos como miembros de los batallones de voluntarios ucranianos que se habían creado después del inicio de la guerra en el Donbás. La mayoría de los combatientes extranjeros llegaron durante el verano de 2014, y el 6 de octubre de 2014 el parlamento ucraniano votó para permitir que los extranjeros se unieran al ejército ucraniano.
Si bien estas unidades se han integrado oficialmente a las Fuerzas Armadas de Ucrania, algunas unidades como la Legión Georgiana aún ejercen cierta autonomía. Antes de la formación de la Legión Internacional, la Legión de Georgia se utilizaba para entrenar a voluntarios extranjeros de habla inglesa. Kacper Rękawek, investigador sobre combatientes extranjeros en Ucrania, cree que la mayoría de los combatientes occidentales antes de la invasión rusa de Ucrania de 2022 pasaron por la Legión de Georgia.
Otros batallones de voluntarios extranjeros en el ejército ucraniano incluían el Batallón Dzhokhar Dudayev y el Batallón Sheikh Mansur, ambos formados por chechenos antirrusos y anti-Ramzán Kadírov, y el Grupo Táctico "Bielorrusia" (formado por milicianos Bielorrusosanti-Lukashenko ). 
Aunque Rękawek dijo que algunos combatientes extranjeros que viajaron a Ucrania en 2014 tenían creencias políticas extremistas y apoyaban al Batallón Azov o a las fuerzas separatistas rusas en el Donbás, los combatientes extranjeros que viajaron a Ucrania a principios de 2022 «no parecen estar motivados, como grupo, por un cierto conjunto de tropos ideológicos». También dijo que la movilización de combatientes extranjeros en 2022 es mucho mayor que la movilización en 2014.
Según Rękawek, la formación de la Legión Internacional fue "un intento de internacionalizar el conflicto mediante la movilización de individuos occidentales en favor de la causa ucraniana. Este desarrollo también ayudaría a avergonzar a los gobiernos occidentales, quienes a los ojos de muchos ucranianos no están haciendo lo suficiente para apoyar a Kiev".

## Ayudas nacionales por país (exceptuando paquetes de ayudas conjuntas)
Albania (Hasta septiembre de 2024) 
- 22 vehículos blindados antiminas y emboscadas de origen estadounidense International M1224 MaxxPros, donados a Ucrania antes de julio de 2023.[36]
- 2 ambulancias militares Mercedes-Benz L-508Ds en marzo de 2023.[36]
- Munición de origen chino de 7,62 mm para armas pequeñas (entre febrero y marzo de 2022).[36]
- Morteros de origen chino de 60 mm para un sistema de lanzamiento individual del Tipo 63 (artillería) (antes de mayo de 2022).[36]
- Morteros de origen albanés de 82 mm (durante 2022).[36]
- 1 millón de euros en ayuda financiera al ejército ucraniano en junio de 2022.[37]

 Alemania
- 20.000 chalecos antibalas en 2014 para el ejército ucraniano.[38]
- En febrero de 2022, el canciller alemán Olaf Scholz se comprometió a donar 1000 armas antitanque y 500 misiles Stinger.[39]
- 10 Panzerhaubitze 2000 (obuses de artillería autopropulsada). Los primeros siete enviados a Ucrania el 21 de junio de 2022,[40] de los cuales uno de ellos resultó gravemente dañado el 30 de octubre de 2022 en el Óblast de Jersón.[41] En julio de 2022 son donados otros 3 Panzerhaubitze 2000 por el ejército alemán a Ucrania.[42] La mayoría sometidos por el inmenso desgaste de la guerra a reparaciones en Lituania en 2022 y posteriormente en Eslovaquia en 2023.
- 1 sistema completo de descontaminación química del tipo HEP70, formado por varios vehículos y camiones cisternas con medios especiales para la descontaminación de químicos, donados al ejército ucraniano en julio de 2022.[42]</ref>
- 1 sistema medio de artillería de cohetes blindado "MARS-II", prototipo alemán del conocido M270 MLRS, y munición para éste en julio de 2022.[42]
- 16 vehículo lanzapuentes blindado de origen alemán, llamados "Biber" ("Castor" en alemán), enviados al ejército de Ucrania durante 2022 y 2023.[42]

 Argentina
- 2 helicópteros de transporte de fabricación rusa Mi17-E (julio de 2024).[43] Estos aparatos fueron comprados a Rusia en 2011 y se encontraban fuera de servicio del ejército argentino desde 2021.[44] Los dos helicópteros Mi17-E han sido transferidos a Ucrania mediante un acuerdo con Dinamarca en el marco del "Grupo de Contacto para la Defensa de Ucrania", por el que Argentina recibiría cazas de origen norteamericanos F-16 que tendría comprometidos con esta nación nórdica a menor precio.[44]
- 5 cazabombarderos Dassault-Breguet Super Étendard "Modernise" recibidos de la marina francesa en 2017 han sido ofrecidos por Argentina para ser reparados en Francia y entregados a Ucrania, a cambio la nación sudamericana recibiría de Francia o la Unión Europea 2 helicópteros nuevos, probablemente Eurocopter EC155, adicionalmente se entregarían otros 8 Dessault del modelo más antiguo para ser modernizados su electrónica en Francia, entregados a principios de los 80 a Argentina, a cambio recibiría drones de fabricación francesa[45][46] (junio-julio 2024 "en discusión")
- Despliegue humanitario de Cascos Blancos en la frontera entre Polonia y Ucrania desde 2022
- El gobierno argentino ha enviado cargamentos de ayuda humanitaria para la población de Ucrania desde 2022.[47]

 España
- 40 vehículos blindados de infantería M-113 de la variante TOA, entregados 20 de ellos en septiembre de 2022[48] y otros 20 en febrero de 2023.[49] Adicionalmente hay anunciado una tercera entrega de este tipo de vehículos blindados en torno a abril o mayo.
- 8 vehículos todoterreno "Santana Anibal"[50]
- 1 todoterreno blindado 4x4 URO VAMTAC[50]
- 2 ambulancias militares todoterreno y 2 para carretera[50]
- 9 camiones todoterreno[50]
- 5 Misiles antibuque Harpoon[51]
- 1 Batería de Misiles Aspide[52]
- 4 Sistemas de Misiles antiaéreos MIM-23 Hawk[53]
- 4 Grupos electrógenos de 400 Kilovatios y 1 de 150 Kilovatios[53]
- 5 toneladas de material sanitario para el ejército ucraniano[50]

 Finlandia
Finlandia envía 2000 cascos y 2000 chalecos antibalas en busca de ayuda.
 Marruecos (Hasta septiembre de 2024)
- 20 tanques del tipo T-72, concretamente los T-72B, que fueron reparados en República Checa por Czechoslovak Group, también conocido como "Excalibur Group", y entregados en enero de 2023 a Ucrania.[55] Estos tanques habían sido vendidos por Bielorrusia a Marruecos hace décadas y se encontraban pendientes de reparación en Europa.[56]
- Piezas de recambio para tanques del tipo T-72 en 2023.

 Países Bajos
Países Bajos ha prometido enviar 200 misiles Stinger a Ucrania.
La ministra de Defensa neerlandesa afirmó en octubre de 2023 que "apoyar a Ucrania es un modo muy barato de que Rusia, con su régimen, no sea una amenaza para la OTAN".
 Portugal
Hasta marzo de 2024 Portugal habrá enviado un total de 1,050,326 toneladas de ayuda militar a Ucrania.
- 3 lancha motoras de alta velocidad,
- 6 helicópteros Kamov Ka-32,
- +6 Vehículos aéreos no tripulados,
- 3 carros de combate Leopard 2 A6,
- 42 vehículos blindados de infantería M113A1/A2,
- 3 vehículos blindados M577A2,
- 4 vehículos blindados Iveco M 40.12 WM/P,
- 9 obúses M101A1,
- 19 Morteros 60mm,
- 1,000 fusiles Heckler & Koch G3,
- 42 ametralladoras Browning M2 HB,
- Armamento ligero,
- Munición (7,62mm, 60mm, 105mm, 120mm, 155mm),
- Granadas de mano,
- Chalecos antibalas,
- Casco de combate,
- Instrumento de visión nocturna,
- 4 equipos de desminado.

 Reino Unido
- 3 helicópteros militares Westland Sea King de la Royal Navy fueron transferidos a Ucrania en junio de 2023 [59]

 República Checa
El 26 de enero, República Checa ofreció enviar 4.006 proyectiles de artillería de 152 mm. El 26 de febrero, el ejército checo envió:
- 30.150 vz. 82 pistolas,
- 5,000 vz. 58 fusiles de asalto,
- 2085 vz. 61 metralletas Škorpion,
- 3200 vz. 59 ametralladoras,
- 19 rifles de francotirador Falcon,
- 12 rifles de francotirador Dragunov.

La entrega también incluyó más de 3,5 millones de piezas de munición de 7,62 mm. Valor total de 188 millones CZK. Al día siguiente, el gobierno checo aprobó otro paquete militar por valor de 400 millones CZK adicionales. El contenido de este paquete no se publicó, pero se dijo que no incluía armas de fuego ligeras.